# Nádražní lípa
Nádražní lípa je památný strom lípa malolistá (Tilia cordata) v Kadani v okrese Chomutov v Ústeckém kraji.
Roste v Doupovských horách v nadmořské výšce 300 m vedle bývalé nádražní budovy železniční stanice Kadaň.

## Základní údaje
Obvod kmene měří 209 cm, koruna stromu dosahuje do výšky 18 metrů (měření 2009). V roce 2009 bylo stáří stromu odhadováno na 110 let.
Lípa je chráněna od roku 2007 jako historicky důležitý strom s významným vzrůstem.

## Stromy v okolí
- Svatojánská lípa v Kadani
- Lípy u kaple svatého Jana Křtitele
- Dub svatého Petra a Pavla
- Máchův dub
- Svatojakubská hrušeň
- Kadaňská hrušeň
- Kadaňská douglaska